# 八木橋修
八木橋 修（やぎはし おさむ、1957年11月5日 - ）は、日本の演出家・俳優である。劇団スーパー・エキセントリック・シアター創立メンバー。株式会社スーパーエキセントリックシアター代表取締役社長。公益社団法人日本劇団協議会監事。
東京都新宿区出身。日本大学経済学部卒。娘は女優の八木橋里紗。

## 経歴
1979年に劇団スーパー・エキセントリックシアター創立に参加。旗揚げ公演からほとんどの公演に俳優・演出・プロデュースとして参加している。2004年からは株式会社スーパーエキセントリックシアター代表取締役を務めていた。
俳優・ナレーション・声優として活動のほか、南青山少女歌劇団、ザ・ストライプス、中山美穂のライブやコンサートなど八木橋が所属する劇団以外の興業の演出も行っている。

## 出演

### テレビドラマ
- ゆうひが丘の総理大臣 4話・14話（1978年、日本テレビ） - 西山 役
- 冗談ストリート（1985年 - 1986年、TBS）
- 銀河テレビ小説（NHK）
  - 総務部総務課山口六平太（1988年） - 松本 役
- 花王愛の劇場「子子家庭は危機一髪」（1993年、TBS）
- ドラマ30「泣かないでママ」（1994年、CBC）
- 月曜ドラマスペシャル「ゴミは殺しを知っている!」 （2000年、TBS） - 近江 役
- 金曜エンタテイメント「お金捜査官」（2000年、フジテレビ）
- Shin-D「Ready Made」（2001年、日本テレビ） - デザイナー 役
- 恋人はスナイパー～母を探して三千里（2001年、テレビ朝日） - 榊原刑事 役
- 月曜ミステリー劇場（TBS）
  - 「税務調査官 窓際太郎の事件簿7」 （2001年） - 山田三郎 役
  - 「ゴミは殺しを知っている4」 （2003年） - 大宮刑事 役
- いなか刑事 伊原泰三の退職日誌3（2002年、テレビ東京）
- 安楽椅子探偵とUFOの夜（2002年、朝日放送）志賀宇央役
- 初恋.com（2003年、日本テレビ） -  橘俊彦 役
- 月曜ドラマシリーズ「麻婆豆腐の女房」第5話（2003年、NHK） - 柳田 役
- いつもふたりで 第1話（2003年、フジテレビ）  - 西川 役
- 新春特別ドラマ「OLが行く!」（2003年、テレビ朝日）
- スカイハイ 第7話（2003年、テレビ朝日） - 司会者 役
- 離婚弁護士Ⅱ（2005年、フジテレビ） - 北堀 役
- 東海テレビ制作昼の帯ドラマ（東海テレビ）
  - 「愛のソレア」（2004年） - 尾崎宗司 役
  - 「真実一路」（2003年） - 林田孝一郎 役

### バラエティ番組
- トークシャワー（フジテレビ）
- オールスター感謝祭（TBS） - 番組初期に解答者として常連出演。
- バリキン7 賢者の戦略（TBS）
- コロンブスのゆで卵（TBS） - ナレーション
- YOKOHAMAベイサイドスタジオ（TVK）
- わいわいスポーツ塾（TBS） - ナレーション

### 特別番組
- 春・元気ですか!? 靖子 in 四国（西日本放送） - ナレーション

### ラジオ番組
- 三宅裕司のヤングパラダイス
- 高橋幸宏のオールナイトニッポン

### 映画
- ビリィ★ザ★キッドの新しい夜明け（1986年、パルコ）
- 満月のくちづけ（1989年、東宝） - 社会科教師 役
- 深い河（1995年、東宝）
- ブギーポップは笑わない Boogiepop and Others（2000年、東映） - 中山春男 役

### テレビアニメ
- アミューズメント・シアター バットマン（1990年、テレビ東京） - ナレーション